# Disturbios en la Universidad de Misisipi de 1962

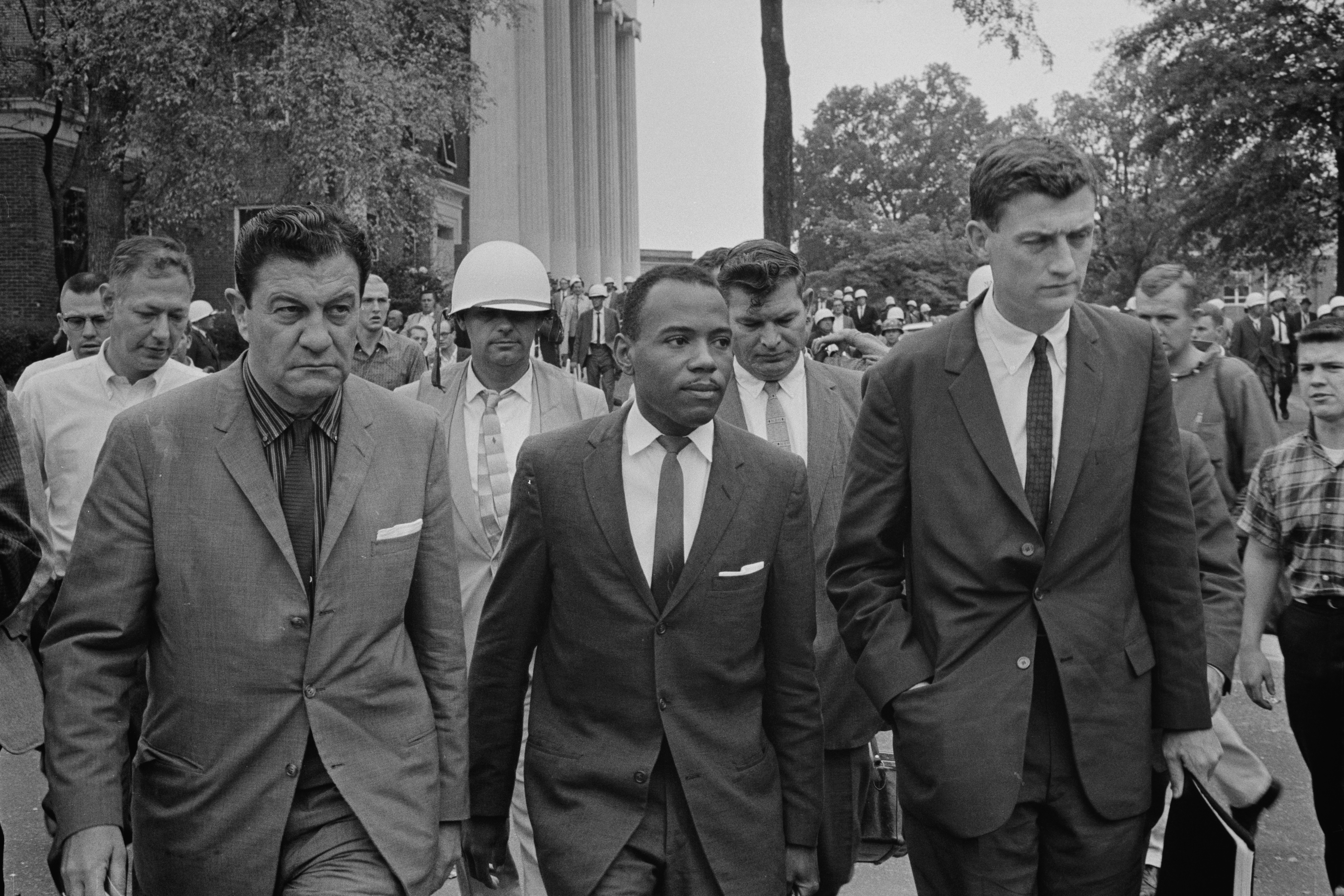
El jefe del Cuerpo de Alguaciles de Estados Unidos James McShane (izquierda) y el fiscal general adjunto de Derechos Civiles, John Doar (derecha) del Departamento de Justicia, escoltan a James Meredith a clase en la Universidad de Misisipi.

Los disturbios en la Universidad de Misisipi de 1962 tuvieron lugar entre civiles segregacionistas del Sur y las fuerzas federales de los EE. UU. y estatales de Misisipi, comenzando la noche del 29 de septiembre de 1962. Los segregacionistas protestaban por la inscripción de James Meredith, un veterano militar norteamericano negro, en la Universidad de Misisipi (conocida afectuosamente como Ole Miss) en Oxford (Misisipi).
En 1954 la Corte Suprema de los Estados Unidos dictaminó en el caso Brown contra el Consejo de Educación de Topeka que la segregación en las escuelas públicas era inconstitucional. James Meredith aplicó esta sentencia como estudiante legítimo con gran experiencia como veterano de la Fuerza Aérea y con buenas calificaciones en los cursos completados en la Universidad Estatal de Jackson. La administración del presidente John F. Kennedy tuvo largas conversaciones con el Gobernador Ross Barnett y su equipo sobre la protección de Meredith, pero Barnett se comprometió públicamente a mantener la Universidad segregada. Los funcionarios estatales y federales intercambiaron acusaciones públicas durante las semanas posteriores a la supresión de los disturbios.

## Acontecimientos
El 30 de septiembre de 1962, James H. Meredith se convirtió en el primer estudiante afroamericano que se matriculó en la Universidad de Misisipi. Su entrada fue previamente prohibida por el Gobernador segregacionista Ross Barnett, a pesar de las discusiones secretas con la administración en las que se había comprometido a proteger a Meredith.
Estudiantes blancos locales y agitadores llegados de todo el estado desencadenaron disturbios en el campus de Oxford, ordenando el fiscal general Robert F. Kennedy a 500 alguaciles sofocarlos. La Mississippi Highway Patrol (policía estatal de carreteras de Misisipi) fue retirada antes de la toma del control por parte de los alguaciles de los Estados Unidos, lo que dio lugar a enfrentamientos después respecto de quién tuvo la culpa. Fueron reforzados por orden del presidente John F. Kennedy con policía militar del 503 Batallón de la Policía Militar, y finalmente con miles de soldados, incluyendo a la Patrulla de Fronteras y la federalizada Guardia Nacional de Misisipi. También se envió a la Universidad personal médico de la Armada destinado en el hospital naval de Millington, Tennessee.
El presidente y el fiscal general Robert Kennedy evitaron el uso de fuerzas federales por distintas razones. Robert Kennedy esperaba que los medios legales, junto con la escolta de los alguaciles sería suficiente para obligar al gobernador a cumplir. Estos líderes decidieron de malagana involucrar a las fuerzas federales después de que las protestas se volvieron violentas.
Dos hombres fueron asesinados durante la primera noche de los disturbios: el periodista francés Paul Guihard, que trabajaba para el Daily Sketch de Londres y fue encontrado detrás del edificio Lyceum con una herida de bala en la parte posterior de la cabeza; y Ray Gunter, de 23 años de edad, un reparador de tocadiscos blanco que visitaba el campus por curiosidad. Gunter fue encontrado con una herida de bala en la frente. Los oficiales de policía describieron estos como homicidios de tipo ejecución.
El Gobernador Barnett fue multado con 10.000 dólares y sentenciado a prisión por desacato. Los cargos fueron posteriormente desestimados por el Tribunal de Apelaciones del Quinto Circuito. Bob Dylan escribió y cantó sobre estos acontecimientos en la canción «Oxford Town». El gesto de Meredith se considera un momento crucial en la historia de los derechos civiles en los Estados Unidos. El veterano de la Fuerza Aérea se graduó en la Universidad el 18 de agosto de 1963 con una Licenciatura en Ciencias Políticas.
Charles W. Eagle describió el éxito de Meredith de la siguiente manera:

En una importante victoria contra la supremacia blanca, ha infligido un golpe devastador a la masiva resistencia blanca al movimiento por los derechos civiles y ha incitado al gobierno nacional a usar su abrumadora fuerza en apoyo de la lucha por la libertad de los negros.
Charles W. Eagle 'The Fight for Men's Minds': The Aftermath of the Ole Miss Riot of 1962 